# 韓安国
韓 安国（かん あんこく、生没年不詳）は、前漢の人。字は長孺。梁国成安県の人だが、のちに睢陽県に遷った。漢の御史大夫に至った。

## 略歴
『韓非子』などを学び、梁孝王劉武に仕えた。呉楚七国の乱の際に梁の将となって呉を阻んで名を上げた。その後、梁孝王は自国の大臣を自分で任命する権利を持ち、出入りの際の陣容や遊戯などを天子の制度になぞらえ、兄である景帝の不興を買っていた。韓安国は梁の使者となって大長公主（景帝の姉）に面会して弁明し、大長公主から皇太后を通して景帝に働きかけた。これにより漢王朝においても名が知れ、漢王朝と関係を持つようになった。
その後、韓安国は梁で法に触れて獄に下された。獄吏が彼を辱めたので韓安国は「灰だってまた燃え出すかもしれんぞ」と言ったが、獄吏は「そうしたら小便をかけてやる」と答えた。すぐに欠員となっていた梁の内史に韓安国を任命するという漢の使者が来た。韓安国は「お前など相手にならない」と言い、その獄吏を厚遇した。
梁孝王はその頃、皇太子に立てられることを願い、公孫詭・羊勝らと謀って反対した袁盎ら漢の大臣たちを暗殺していた。景帝はそれを知ると、使者を遣わして公孫詭・羊勝の逮捕を厳命して梁国内を探し回った。韓安国は王が彼らを匿っていることを知ると王を説得し、王は公孫詭と羊勝を自殺させた。これにより梁国は罪を免れ、景帝・皇太后ともに韓安国を重んじた。
梁孝王が死亡し、子の梁共王劉買が即位した後、韓安国は法に触れて官を失った。漢の景帝が死亡し武帝が即位すると、武安侯田蚡が太尉となって権力を持った。韓安国は田蚡に金500斤を贈り、そこで北地都尉に任命され、建元3年（紀元前138年）には大農令になった。
建元6年（紀元前135年）、閩越が攻撃しあった際には韓安国と大行王恢が派遣され、越に着く前に越が王を殺して降伏した。その年、田蚡が丞相となり、韓安国が御史大夫となった。
匈奴が和親を申し出た際、武帝は大臣にそのことを議論させた。燕の人である大行王恢は匈奴を攻撃することを主張したが韓安国は和親を主張し、大臣たちも韓安国を支持する者が多かった。そこで武帝は和親を許した。翌年、馬邑の聶壱という者が、大行王恢を通じて匈奴を利益で誘い出して攻撃する策を出した。大行王恢と韓安国の間で激しい論戦が繰り広げられ、武帝は大行王恢の意見を取り上げた。李広・公孫賀・王恢・李息らと並んで韓安国も護軍将軍となって従軍したが匈奴は策を察知して不首尾に終わり、王恢は責任を問われて死罪に当たるとされ、自殺した。
韓安国は時宜に適い、忠実で、財貨を好んだが推挙する人物はいずれも自分より賢明な人物であった。武帝は宰相の器と評価していたが、元光4年（紀元前131年）、丞相田蚡が死亡して彼が丞相を代行した際に車から落ちてひどく足をひきずるようになった。武帝は韓安国を丞相に考えていたが症状がひどかったので平棘侯薛沢を丞相とし、御史大夫を解任した。数カ月後、怪我が癒えたので中尉とした。元光6年（紀元前129年）、衛尉となった。
その頃、衛青が匈奴と戦っており、韓安国も材官将軍となって漁陽に駐屯したが、そこで捕虜から匈奴は遠くへ去っていったという情報を聞いて駐屯を止めるよう進言して認められたが、匈奴は実際には去っておらず、来襲して大きな被害を出した。武帝は怒り、匈奴が東方に侵入すると聞いていたので韓安国をより東方の右北平に駐屯させた。失敗を恥じていた韓安国は戦場から帰ることを願っていたが、激戦地にやられたことで失意のうちに病死した。